# Rödån (vattendrag)
Rödån är ett vattendrag i södra Västerbotten, vänsterbiflöde till Vindelälven, på gränsen mellan Vindelns kommun och Umeå kommun. Längd cirka 12 km, inklusive källflöden cirka 30 km. Avrinningsområde cirka 180 km².
Ån rinner upp i Ånässjön vid Vindel-Ånäset, väster om Botsmark. Källflöden är Bubergsån och Blåkullån. Under sitt lopp, som i huvudsak går i nord-sydlig riktning, passerar ån bl a sjöarna Hålvattnet, Fäbodträsket och Bergvattnet. 
Omkring Rödåns mynning i Vindelälven ligger den så kallade Rödåbygden med byarna Rödånäs, Rödåsel, Rödåliden och Överrödå.